# 170-я улица (линия Конкорс, Ай-эн-ди)
|   |     |     |     |   |
| · | · л | · э | · л | · |

|   |     |     |     |   |
| · | · л | · э | · л | · |

«170-я улица» (англ. 170th Street) — станция Нью-Йоркского метрополитена, расположенная на линии Конкорс, Ай-эн-ди. Станция находится в Бронксе, в округе Южный Бронкс, на Гранд-Конкорсе между Восточной 170-й и Восточной 171-й улицами. На станции останавливаются маршруты B (в часы пик) и D (круглосуточно, кроме часов пик в пиковом направлении). Станцию проходит без остановки маршрут D (в часы пик в пиковом направлении).

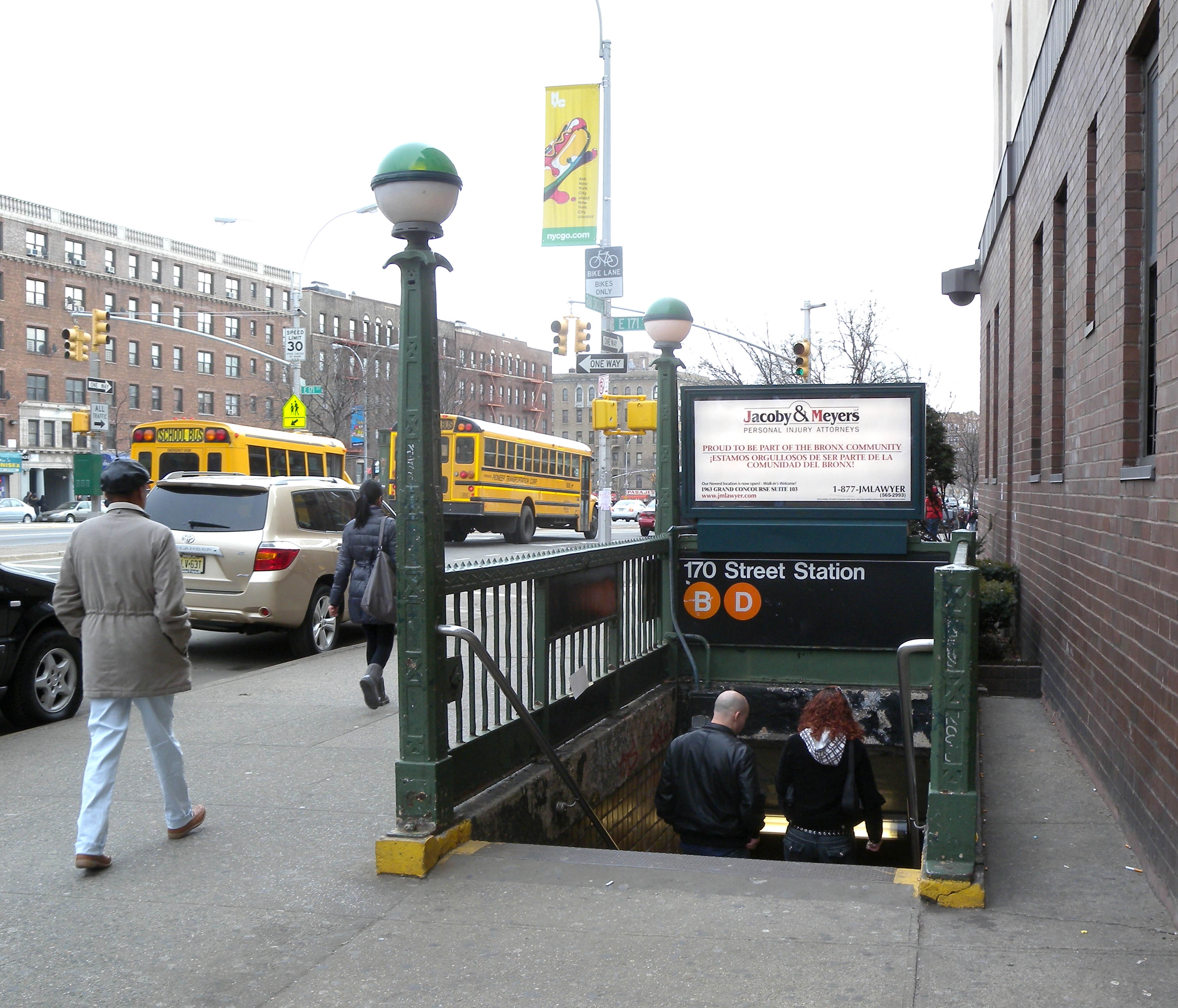
Выход на восточную сторону Гранд-Конкорса

Эта станция была открыта 1 июля 1933 год в составе первой очереди IND Concourse Line. Она представлена двумя боковыми платформами, расположенными на трёхпутном участке пути. Платформами оборудованы только внешние локальные пути. Колонны на станции покрашены в жёлтый цвет. Название станции представлено как в виде стандартных чёрных табличек на колоннах, так и мозаикой на стенах. К югу от станции начинается тупиковый путь, который заканчивается перед 167th Street и сливается с другими путями при помощи съездов.
Станция имеет два выхода. Первый (основной) выход расположен в северной части платформ и работает круглосуточно. С каждой платформы лестницы ведут в мезонин над платформами, где располагается турникетный павильон. Оттуда в город ведут две лестницы — к северным углам перекрёстка Восточной 171-й улицы и Гранд-Конкорса. Через этот же мезонин осуществляется переход между платформами.
Второй выход расположен в южной части платформ. Эти выходы независимы друг от друга. Каждый из них представлен турникетным павильоном, расположенным на уровне платформ и лестницей. Турникетный павильон западной (в сторону Манхэттена) платформы представлен как обычными, так и полноростовыми турникетами. В город ведут оттуда две лестницы — к западным углам перекрёстка Восточной 170-й улицы и Гранд-Конкорса. Турникетный павильон другой платформы представлен только двумя полноростовыми турникетами, работающими на выход пассажиров. Лестница приводит к восточным углам того же перекрёстка. Кроме того, есть служебный проход в тоннель Восточной 170-й улицы.